# Amadou Toumani Touré
Amadou Toumani Touré (født 4. november 1948 i Mopti, Mali, død 10. november 2020 i Istanbul) var præsident i Mali fra 2002 til 2012.
Han afsatte militærdiktatoren Moussa Traoré i 1991 og overdragede magten til de civile myndigheder året efter. I 2002 vandt han præsidentvalget med en bred koalition bag sig og blev genvalgt i 2007. Han er ikke medlem af noget politisk parti og hans regering bestod af medlemmer fra alle politiske partier i landet. 
I marts 2012 blev Tourés regering kuppet og Touré sendt i eksil i Senegal. 
Touré døde i Tyrkiet den 10. november 2020.